# Ausschuss für Wiederaufbau
Der Wiederaufbauausschuss für die Stadt Hannover (auch: Ausschuss für Wiederaufbau [AfW]) wurde am 11. April 1945 gegründet, fast einen Monat vor dem Ende des Zweiten Weltkrieges in Deutschland. Dies erfolgte „unmittelbar nach der Besetzung Hannovers durch die Amerikaner“ am 10. April 1945, in deren unmittelbarem Gefolge die britischen Truppen mit dem designierten Stadtkommandanten Major G. H. Lamb einrückten.

## Geschichte
Nach den großen Zerstörungen durch die Luftangriffe auf Hannover erklärte der britische Stadtkommandant G. H. Lamb am 11. April, einen Tag nach dem Einmarsch der Amerikaner, Gustav Bratke zum Bürgermeister der Stadt unter der Aufsicht des Stadtkommandanten. Am selben Tag erhielt der Sozialdemokrat und Gewerkschafter Albin Karl nach eigener Darstellung „von den Amerikanern“ den Auftrag zur Bildung eines Ausschusses für den Wiederaufbau in Hannover. Dieser bildete sich zunächst aus weniger als 20 Mitgliedern (einer der ersten war Fritz Wulfert), die mehrheitlich aus Sozialdemokraten, aber auch aus Repräsentanten des bürgerlichen Lagers bestanden.
Zur Abgrenzung von Unterausschüssen in den verschiedenen Stadtteilen wurde der erste Ausschuss bald Hauptausschuss und – auf Wunsch des Stadtkommandanten – ab 25. Mai 1945 Informationsausschuss genannt. Der Ausschuss unterstützte die Stadtverwaltung Hannover und verstand sich als basisdemokratisches, antifaschistisches Instrument. Das aus 12 Punkten bestehende Arbeitsprogramm orientierte sich in erster Linie an den existenziellen Bedürfnissen der Bevölkerung: Neben Arbeitsfeldern wie zum Beispiel
- Sicherung der Feld- und Gartenbestellung
- Ingangsetzung von Betrieben
- Neuregelung des Schulwesens

wurden aber auch politische Aufgaben formuliert wie etwa
- Wiederaufbau der Gewerkschaften und
- Entnazifizierungsmaßnahmen.[2]

Da vor allem „die Arbeit einiger ausschließlich oder überwiegend aus Kommunisten bestehender Unterausschüsse von Stadtverwaltung und Militärregierung auf die Dauer als störend empfunden wurde“ –  Major Lamb hatte die Unterausschüsse zweimal verwarnt – löste der nachfolgende Stadtkommandant Colonel Pownall die Ausschüsse – unter ausdrücklicher lobender Erwähnung des Hauptausschusses – zum 1. Juni 1945 auf. Lediglich für den KZ-Ausschuß unter Paul Gerhard Grande konnte Bürgermeister Bratke ein Verbot abwenden.

## Bekannte Mitglieder (unvollständig)
- Albin Karl[2]
- Fritz Wulfert[5]
- Franz Henkel[7]
- Horst Egon Berkowitz[8]
- Paul Gerhard Grande, Geschäftsführer/stellvertretender Vorsitzender des Unterausschusses für die Betreuung ehemaliger KZ-Häftlinge[9]